# Waikato (Region)
Die Waikato Region ist flächenmäßig die größte Region der Nordinsel und die viertgrößte aller siebzehn Verwaltungsregionen Neuseelands. Der Rat der Region, Waikato Regional Council genannt, hat seinen Sitz in Hamilton.

## Geographie

### Geographische Lage
Die Waikato Region bedeckt mit 23.902 km² reiner Landfläche den nordwestlichen Teil und einen Teil des zentralen Hochlandes der Nordinsel von Neuseeland. Mit 403.638 im Jahr 2013 gezählten Einwohnern kommt die Region auf eine Bevölkerungsdichte von 16,9 Einwohnern pro km² und stellt damit die Region mit der fünfthöchsten Bevölkerungsdichte aller 17 Regionen des Landes dar.
Die Region verfügt über eine rund 1150 km lange Küste, über 100 Seen, von denen der Lake Taupō mit sehr großem Abstand der größte See ist. Die Bergregionen reichen von den Coromandel Range im Norden über die Kaimai Range, Rangitoto Ranges und Hauhungaroa Range bis an die östlichen Flanken des Mount Ruapehu und den gegenüberliegenden Kaimanawa Mountains.
Westlich der Kaimai Range erstreckt sich über eine Länge von mehr als 70 km und einer maximalen breite von rund 23 km die Hauraki Plains, mit einer der größten Ebenen des Landes. Der längste Fluss Neuseelands, der Waikato River, durchquert ebenso die Region, wie der 150 km lange Waihou River.
Die mit Abstand größte Stadt der Region ist Hamilton mit 141.612 Einwohnern (Stand 2013). Sie ist Sitz der Verwaltung der Region und City Councils. Zu den weiteren nennenswerten Orten mit über 5000 Einwohnern zählen, Taupō mit rund 21.300 Einwohnern, Cambridge mit rund 15.000 Einwohnern, Huntly mit rund 7000 Einwohnern und Thames, Morrinsville und Matamata mit jeweils rund 6750, 6600 und 6300 Einwohnern.

### Klima
Das Klima der Region ist nicht einheitlich. Während die Westküste, die Coromandel Peninsula und die Region südlich des Lake Taupō mit Niederschlägen teilweise weit über 2000 mm als regenreich angesehen werden müssen, ist das Inland mit 800 bis 1600 mm je nach Lage zuweilen recht trocken. Der Wind kommt bevorzugt aus westlichen bis südwestlichen Richtungen. Im Allgemeinen gelten aber die Sommer als warm und feucht und die Winter als mild.

## Geschichte
So unterschiedlich das Land der Region sich darstellt, so unterschiedlich ist auch seine Geschichte. Während sich die Besiedlung durch die Māori und später der Europäer anfänglich auf die Küstenbereiche und Flusstäler der Region konzentrierte, blieben die Bergregionen das zentrale Hochland lange Zeit unerforscht. Die Māori sehen ihre Wurzeln in der Besiedlung durch das Tainui Waka und das Arawa Waka, die den Überlieferungen nach um 1350 von Hawaiki kommend Neuseeland erreicht haben und in der Region Waikato gesiedelt haben sollen. Die europäischen Siedler kamen mit Beginn des 19. Jahrhunderts und machten den Māori das Land streitig.
Infolge der Landkriege beschlagnahmten die Europäer 1863 rund 500.000 Hektar Land, ein Fünftel der Region. Sie nutzen das weitläufige Land und entwickelten die Landwirtschaft und die Schafs- und Viehzucht und nutzen die Wälder für die Holzgewinnung. Bodenschätze wie Kohle und Gold waren ebenso begehrt.

## Bevölkerung

### Bevölkerungsentwicklung
Von den 403.638 Einwohnern der Region im Jahr 2013 waren 83.742 Einwohner Māori-stämmig (20,7 %). Damit lebten 14,0 % der Māori-Bevölkerung des Landes in der Region Waikato. Das durchschnittliche Einkommen in der Bevölkerung lag 2013 bei 27.900 NZ$ gegenüber 28.500 NZ$ im Landesdurchschnitt.

### Herkunft und Sprachen
Auf die Frage nach der Zugehörigkeit zu einer ethnischen Gruppe in der Volkszählung von 2013 antworteten 77,4 % Europäer zu sein, 21,9 % gaben an Māori-Wurzeln zu haben, 3,8 % kamen von den Inseln des pazifischen Raums und 6,9 % stammten aus Asien (Mehrfachnennungen waren möglich). 17,9 % der Bevölkerung gab an, in Übersee geboren zu sein, und 5,6 % der Bevölkerung sprachen Māori, unter den Māori 23,3 %.

## Politik

### Verwaltung
Die Region Waikato besitzt einen Verwaltungsrat, der Regional Council genannt und von einem Chairman (Vorsitzenden) geführt wird. In dem Council sitzen vierzehn gewählte Councillors (Ratsmitglieder), die acht Constituencies (Wahlbezirke), Hamilton mit vier Councillors, Waikato, Waihou und Waipa-King Country mit jeweils zwei und Taupō, Thames-Coromandel, Ngā Hau e Whā und Ngā Tai ki Uta  mit jeweils einem vertreten. Die Ratsmitglieder, die aus ihren Reihen den Vorsitzenden bestimmen, werden alle drei Jahre neu gewählt.
Des Weiteren ist die Region in zehn Distrikte und eine eigenständige Stadt aufgeteilt:
- Hamilton City

- Waikato District
- Hauraki District
- Thames-Coromandel District
- Matamata-Piako District
- Otorohanga District
- Waipa District
- South Waikato District
- Waitomo District (teilweise, ca. 90 %)

- Taupō District (teilweise, ca. 75 %)
- Rotorua Lakes (teilweise, ca. 40 %)

Während die Regionalverwaltung für die Binnen- und Küstengewässer, für die Häfen, für Land, Luft, Erosion, Katastrophenschutz, Transportplanung und der regionale Entwicklung verantwortlich ist, sind die Verwaltungen der Distrikte für alle anderen Belange der Bürger zuständig und die Angelegenheiten, die in einer Kommune geregelt werden müssen.

## Wirtschaft
Die Wirtschaft der Region hat sich recht unterschiedlich ausgebildet. Während Schaf- und Viehzucht, Land- und Forstwirtschaft fast überall im Land anzutreffen sind, haben doch einige Teile der Region ihre Besonderheiten. Im nordöstlichen Teil, in der Gegend in und um Waihi liegt einer mit der größten Goldminen des Landes, die Martha Mine. Seit 1878 hier Gold gefunden wurde, wird dies abgebaut, anfangs durch schürfen, später im Tagebau und heute unterirdisch in Stollen. Die Coromandel Peninsula ist heute ein begehrtes Erholungsgebiet und ist touristisch gut erschlossen. In den Hauraki Plains stellt die Milchwirtschaft den dominierendsten Wirtschaftszweig dar.

## Verkehr

### Straßenverkehr
Verkehrstechnisch erschlossen ist die Region durch den von Nord nach Süd verlaufenden und mit Auckland verbindenden New Zealand State Highway 1. Dazu kommen die State Highways 2 und 5, die die Region mit den östlichen Landesteilen verbindet und die State Highways 3 und 4 die zusammen mit dem State Highway 1 die südlichen Landesteile anbinden. Die State Highways, die eine zweistellige Ordnungsnummer haben verbinden in der Regel Landesteile innerhalb der Region Waikato, wie die State Highways 25 bis 32, 39, 41, 46 und 47.

### Schienenverkehr
Durch die Region führt auch der North Island Main Trunk Railway, der von Auckland aus nach Süden bis nach Wellington führt. Nebenstrecken verbinden Hamilton mit Thames, Te Aroha und Tokoroa und führen weiter in die Region Bay of Plenty.

## Sehenswürdigkeiten
Jedes Jahr wird im März über fünf Tage hinweg ein riesiges Ballon-Fahrt-Festival unter dem Namen „Balloons over Waikato“ in der Region veranstaltet, zu dem über 130.000 Zuschauer jedes Jahr erwartet werden.